# 国鉄テキ1形貨車 (2代)
国鉄テキ1形貨車（こくてつテキ1がたかしゃ）は、かつて日本国有鉄道（国鉄）に在籍した鉄製有蓋車である。

## 概要
本形式は、1962年（昭和37年）から1963年（昭和38年）にかけて、川崎車輛および汽車製造で64両（テキ1 - テキ64）が製造された、35t 積み二軸ボギー鉄製有蓋車である。本来、鉄製有蓋車は国鉄が用意すべきものであるが、当時、鉄製有蓋車が不足していたため、民間資金の活用も兼ねて私有貨車として製造されたのが本形式である。所有者は、磐城セメント（1963年（昭和38年）10月1日に住友セメントに改称）。
本形式の積荷は袋詰めセメントで、その50kg入り700袋に限定したため、容積を53.8m3に抑え、荷室高は1,950mmと非常に低くされたのが特徴である。車体は、漏水を防ぎ、積荷の化学反応による発熱に対応するため、床板・側板・屋根まですべて鋼板製である。内張りはなく、側柱を外側に配して平鋼板を使用している。また、荷役用扉として車体片側2か所に幅1,600mm、高さ1,800mmの両引鋼製戸を配している。側引戸は、粉塵によるつまりを防ぐため、吊戸であった。屋根は平鋼板製の山形である。台枠は、車体自体の強度があるため、中梁に300mmの溝形鋼を用いた平型台枠である。
荷室の寸法は、長さ10,950mm、幅2,580mm、床面積28.2m2である。全長は11,750mm、全幅は2,850mm、全高は3,210mm、台車中心間距離は7,650mm、自重は15.0t である。本形式の台車はスリーピース式一体鋳鋼台車のTR41Cで、最高運転速度は75km/h、車軸は12t 短軸である。
本形式は、袋詰めセメントの輸送用として、樽見線の美濃本巣駅や磐越東線の大越駅に常備されて、指定された駅との間で運用された。ばら積み輸送の進展に伴い、1971年（昭和46年）5月より1972年（昭和47年）2月にかけて全車が廃車となり、製造後わずか8年 - 9年で消滅した。台車は、当時増備されていたセメント専用タンク車タキ1900形に再用されたといわれている。